# Przymiarki
Przymiarki [pronunciación en polaco: /pʂɨˈmjarki/] (alemán: Ankerholz) es un asentamiento en el distrito administrativo de Gmina Świdwin, dentro del Distrito de Świdwin, Voivodato de Pomerania Occidental, en el noroeste de Polonia. Se encuentra aproximadamente 6 kilómetros al norte de Świdwin y 91 kilómetros al noreste de la capital regional, Szczecin.
Hasta 1945 el área era parte de Alemania.